# Rens te Stroet
Rens te Stroet, né le 23 septembre 1989 à Bronkhorst, est un coureur cycliste néerlandais.

## Palmarès et résultats

### Palmarès par année
- 2012
  - Omloop Houtse Linies
- 2013
  - 3e de l'Omloop der Kempen
- 2014
  - 2e étape de l'Olympia's Tour (contre-la-montre par équipes)
  - 2e étape du Tour de Gironde
- 2015
  - 1rea étape de l'Olympia's Tour (contre-la-montre par équipes)

### Classements mondiaux
| Année           | 2011 | 2012 | 2013 | 2014 | 2015   | 2016 | 2017   |
| --------------- | ---- | ---- | ---- | ---- | ------ | ---- | ------ |
| UCI Europe Tour | 596e | 870e | 356e | 719e | 1 173e |      | 1 183e |